# 绍莱克莱瓦勒
绍莱克莱瓦勒（法語：Chaux-lès-Clerval，法語發音：[ʃo lɛ klɛʁval]，意为“克莱瓦勒附近的绍”）是法国杜省的一个旧市镇，属于蒙贝利亚尔区。2019年，绍莱克莱瓦勒并入市镇派德克莱瓦勒。

## 地理
绍莱克莱瓦勒（47°22'58"N, 6°30'28"E）面积8.57 平方千米，位于法国勃艮第-弗朗什-孔泰大區杜省，该省份为法国东部内陆省份，北起上索恩省，西接汝拉省，东部及东南部与瑞士接壤，东北部与贝尔福地区省接壤。
与绍莱克莱瓦勒接壤的市镇（或旧市镇、城区）包括：克莱瓦勒、罗什莱克莱瓦勒、昂特伊、布拉讷、大克罗塞。

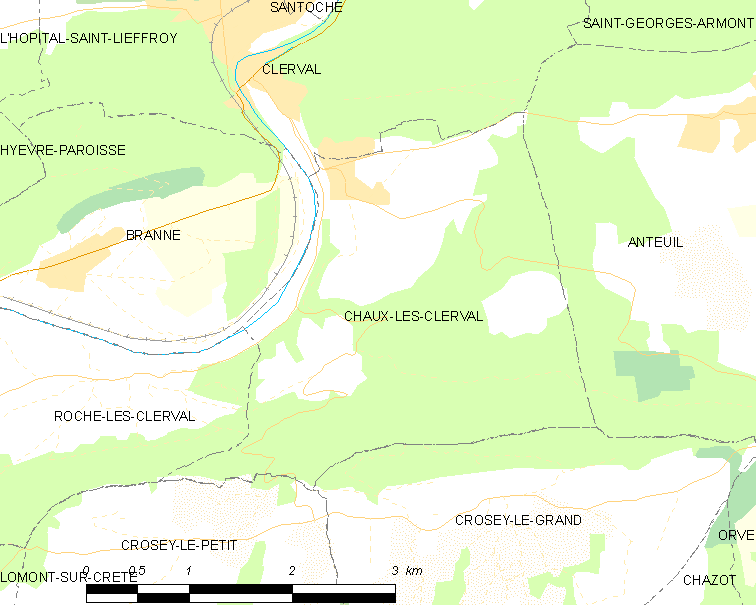
绍莱克莱瓦勒的OSM定位图

绍莱克莱瓦勒的时区为UTC+01:00、UTC+02:00（夏令时）。

## 行政
绍莱克莱瓦勒的邮政编码为25340，INSEE市镇编码为25140。

## 政治
绍莱克莱瓦勒所属的省级选区为巴旺县。

## 人口

1962-2008年间绍莱克莱瓦勒人口变化图示

绍莱克莱瓦勒于2018年1月1日时的人口数量为163人。